# 伊特拉克
伊特拉克（法語：Ytrac，法語發音：[itʁak]）是法国康塔尔省的一个市镇，位于该省西南部，属于欧里亚克区，也是欧里亚克城市公共社区的一部分。

## 地理
伊特拉克（44°54'43"N, 2°21'45"E）面积38.37 平方千米，位于法国奥弗涅-罗讷-阿尔卑斯大区康塔爾省，该省份为法国中南部省份，位于法國中央高原中心，北起科雷兹省、上盧瓦爾省和多姆山省，西接洛特省和科雷兹省，南至阿韦龙省和洛特省，东临上盧瓦爾省和洛泽尔省。
与伊特拉克接壤的市镇（或旧市镇、城区）包括：塞尔河畔阿尔帕容、欧里亚克、克朗代勒、拉卡佩勒维耶斯康、诺塞勒、罗阿讷圣马里、圣马梅-拉萨尔沃塔、圣保罗德朗德、桑萨克-德马尔米耶斯。

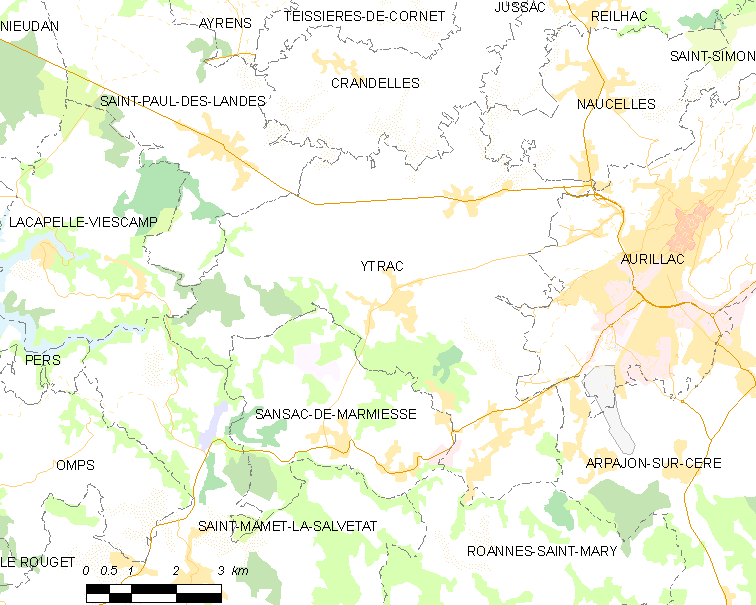
伊特拉克的OSM定位图

伊特拉克的时区为UTC+01:00、UTC+02:00（夏令时）。

## 行政
伊特拉克的邮政编码为15000、15130，INSEE市镇编码为15267。

## 政治
伊特拉克所属的省级选区为欧里亚克第一县。

## 人口

1962-2008年间伊特拉克人口变化图示

伊特拉克于2022年1月1日时的人口数量为4316人。